# 德拉蒙德冰川
66°40′S 65°43′W / 66.667°S 65.717°W
德拉蒙德冰川（英語：Drummond Glacier）是南極洲的冰川，位於葛拉漢地的盧貝海岸，長18公里、寬4公里，最終在霍普金斯冰川以南注入達貝爾灣，由英國研究隊測量，現時由南極條約體系管理。